# 아니엘라 야페
아니엘라 야페(프랑스어: Aniela Jaffé, 1903년 2월 20일 ~ 1991년 10월 30일)는 스위스의 심리학자이다. 카를 융과 다년간 함께 일한 심리학자로서 칼 융의 제자이기도 했다.
조지프 헨더슨, 마리루이즈 폰 프란츠, 욜란데 야코비 등과 함께 융 학파의 일원이었다. 한편 이들은 생전에 모두 5장으로 구성된 카를 융의 저서인 《인간의 상징》 또는 《사람의 상징》(Man and His Symbols, 1961년)으로 불리는 책을 각기 한 분야씩 나누어 집필에 참여하였다.

## 같이 보기
- 분석심리학

## 참고
- [중앙일보] <화제의책> "사람의 상징" 칼 구스타프 융 편저)